# Wartburg (Sudafrica)
Wartburg è un centro abitato del Sudafrica, situato nella provincia del KwaZulu-Natal.